# Mainbrücke Oberndorf
Die Mainbrücke Oberndorf ist ein Bauwerk der Bundesautobahn 70, das bei dem Schweinfurter Stadtteil  Oberndorf in Unterfranken liegt. Am Autobahnkilometer 10 überspannt sie den Main bei Stromkilometer 329,74 und Vorlandbereiche. Die Brücke liegt zwischen den Anschlussstellen Schweinfurt/Bergrheinfeld und Schweinfurt-Hafen.
Das Bauwerk ist im Grundriss gekrümmt und besteht aus zwei parallel liegenden Brücken für die beiden Richtungsfahrbahnen, die jeweils zwei Fahrstreifen und einen Standstreifen aufweisen. Die nördliche Brücke überführt zusätzlich am äußeren Rand einen Geh- und Radweg. Sie wurde im Rahmen des Neubaus einer autobahnähnlichen Bundesstraße 26 zur Südumgehung Schweinfurts von Februar 1968 bis Dezember 1970 für umgerechnet 1,9 Mio. Euro errichtet.  Für den Bau der zweiten Richtungsfahrbahn der 1981 zur Autobahn A 70 aufgestuften Strecke entstand 23 Jahre später, von März 1993 bis November 1994 für umgerechnet 5,9 Mio. Euro die südliche Brücke. 1995 folgte die Sanierung der älteren Konstruktion bei 2,6 Mio. Euro Kosten.

## Konstruktion

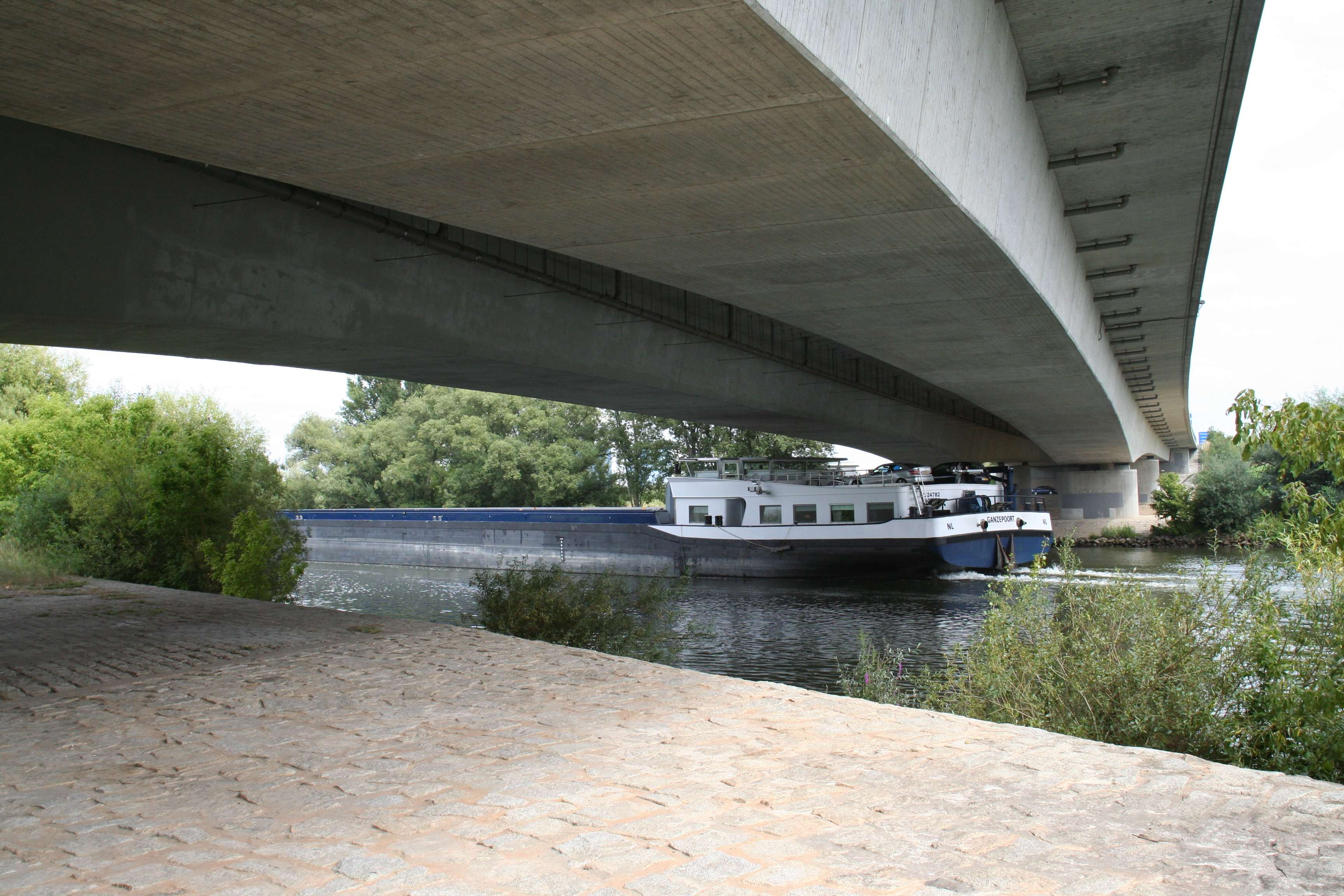
Brückenuntersicht der Hauptöffnung

Das Bauwerkssystem der Spannbetonbrücken besteht in Längsrichtung aus einem Durchlaufträger mit sechs Feldern und einer maximalen Stützweite von 110,0 m bei der Hauptöffnung über dem Main. In Querrichtung weisen die beiden Überbauten einen Hohlkastenquerschnitt auf, der eine konstante Konstruktionshöhe besitzt. Nur über den beiden Strompfeilern am Main wächst die Konstruktionshöhe aus statischen Gründen voutenförmig an. Die Brücken sind in Längs- und  Querrichtung  vorgespannt.
Die Südbrücke ist 374 m lang und besitzt von West nach Ost Stützweiten von  43 m, 50 m, 72 m, 110 m, 54 m und 44 m. Die Bauhöhe variiert zwischen 2,3 m und 5,2 m. Das westliche Widerlager der Nordbrücke ist Richtung Osten versetzt, wodurch das Bauwerk etwas kürzer ist als die Südbrücke. Die Bauhöhe variiert zwischen 3,15 m und 4,95 m. 
Der Brückenunterbau besteht im Vorland aus Stahlbetonrundpfeilern bei der Nordbrücke und Stahlbetonscheiben bei der Südbrücke. Die Bauteile weisen massive Querschnitte auf und sind auf Bohrpfählen gegründet.  

## Bauausführung

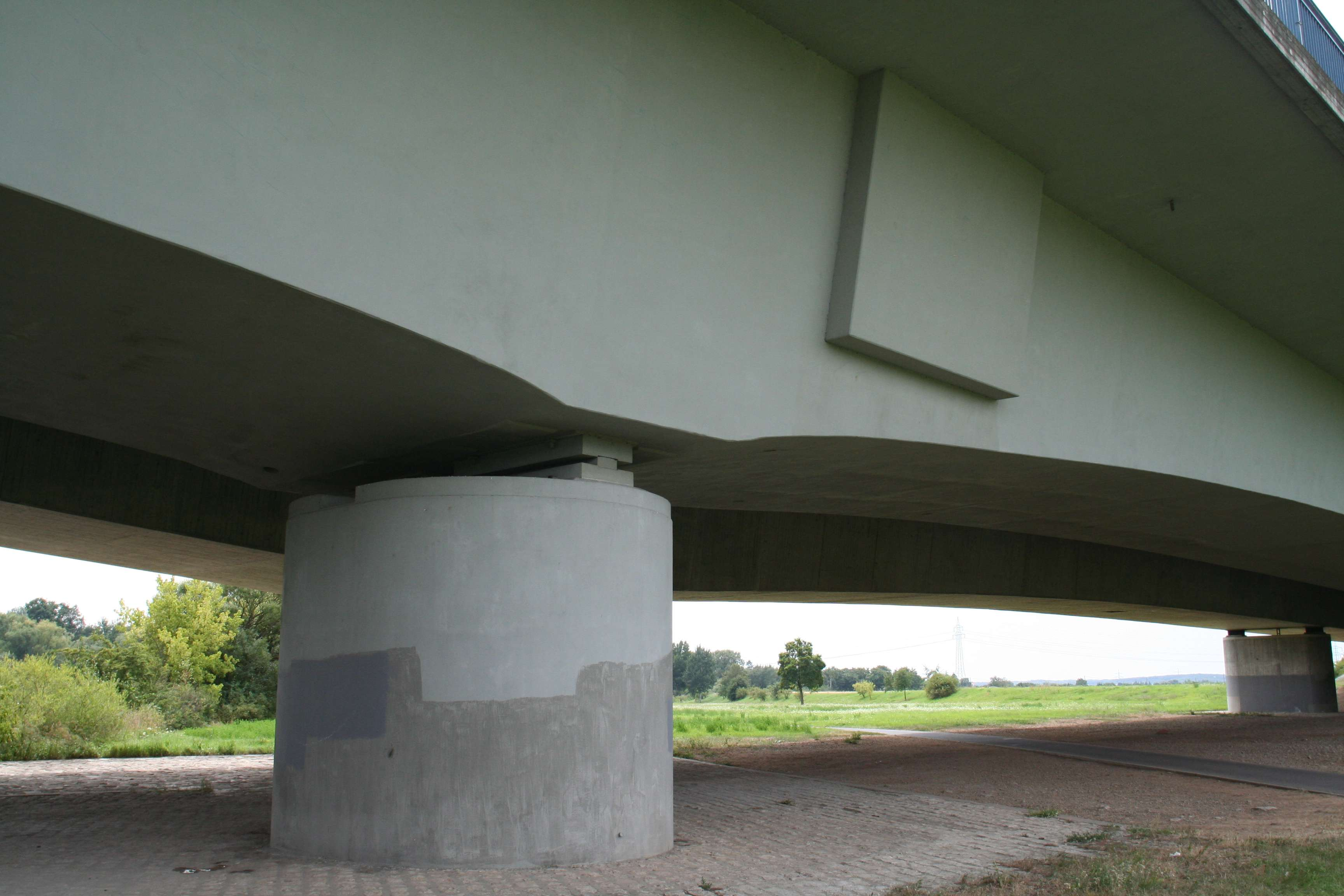
1995 sanierte Nordbrücke

Die Überbauten der Brücke wurden im Bereich des Mains im Freivorbau erstellt, im Vorlandbereich auf Lehrgerüsten.